# Kloster Zobor

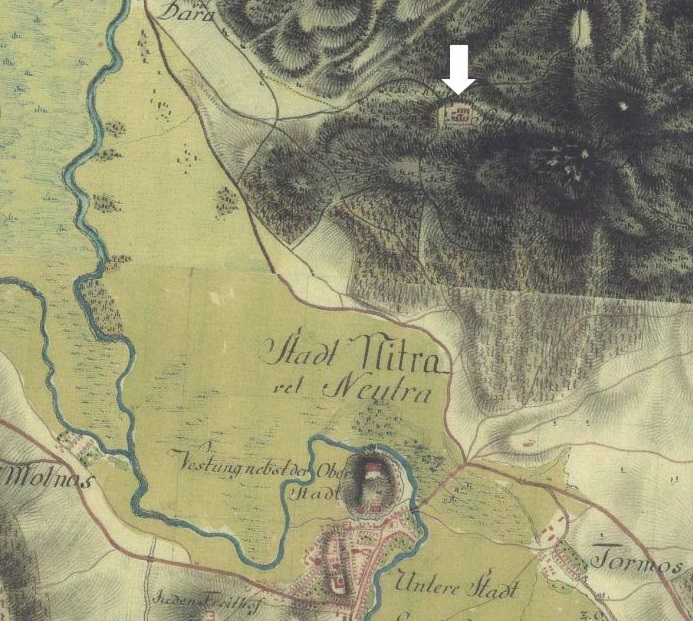
Kloster Zobor (Pfeil) auf einer Landkarte des 18. Jahrhunderts

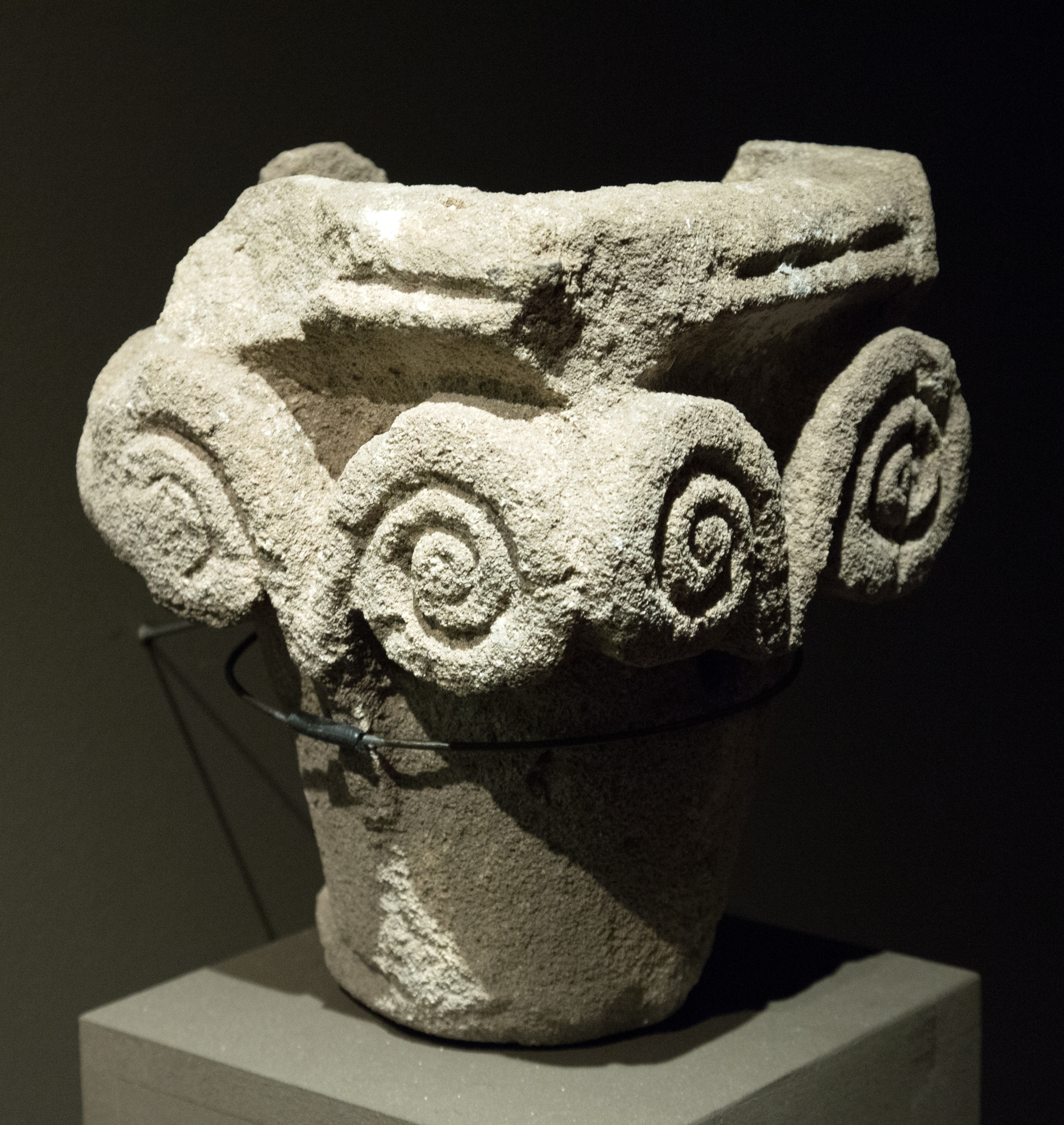
Romanisches Kapitell aus der Benediktinerabtei Zobor

Das Kloster Zobor war das älteste Kloster auf dem Territorium der heutigen Slowakei. Es war vom 9./11. bis zum 15. Jahrhundert ein Benediktinerkloster und im 17. und 18. Jahrhundert ein Kamaldulenserkloster.

## Anlage
Die Klöster befanden sich am westlichen Fuß des Berges Zobor, drei Kilometer nördlich des historischen Zentrums von Nitra an einer wichtigen Handelsstraße (Bernsteinstraße) von der Ostsee an die Adria.
Es sind Reste der Kirche St. Josef des barocken Kamaldulenserklosters und eines Gebäudes erhalten. Die Anlage ist von Mai bis September zu besichtigen.

## Geschichte
Benediktinerkloster

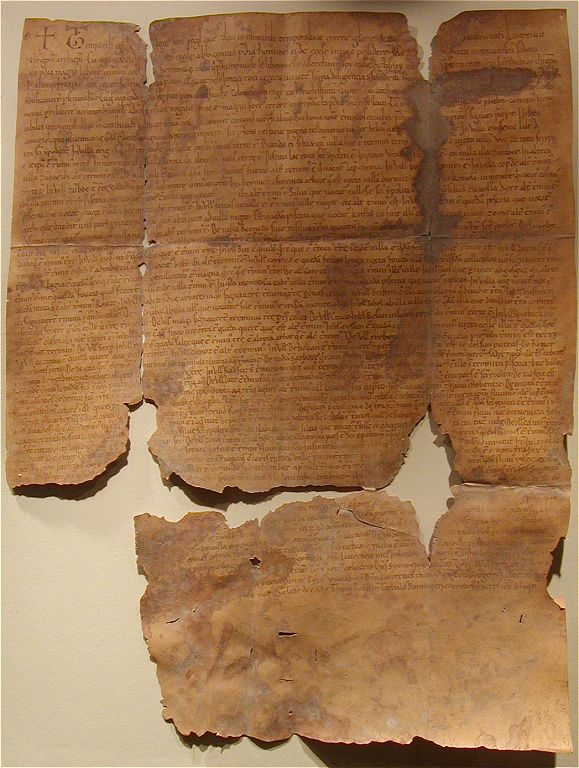
Urkunde von 1111, Duplikat

Die Anfänge des Klosters sind sehr unsicher. Bereits Ende des 9. Jahrhunderts soll ein Kloster bestanden und der Mährerfürst Svatopluk dort seine letzte Lebenszeit verbracht haben (legendarisch). Im frühen 11. Jahrhundert sollen einige Eremiten um den Heiligen Zorad am Berg Zobor gelebt haben. Die ersten erhaltenen Urkunden sind aus den Jahren 1111 und 1113 und enthalten ein Güterverzeichnis mit zugehörenden Dörfern durch den ungarischen König Koloman. 1468 wurde das Kloster durch König Matthias Corvinus geschlossen. Die Anlage wurde 1471 durch den polnischen Königssohn Kasimir zerstört.
Kamaldulenserkloster
1663 wurde eine Kapelle in den Resten des Klosters errichtet. Es kamen Kamaldulensermönche vom Kahlenberg bei Wien und konnten 1691 ein neues Kloster eröffnen. 1782 wurde dieses durch Kaiser Josef II. im Zuge seiner Säkularisationen geschlossen.
Weitere Nutzung
Auf dem Gelände entstand 1786 eine Fabrik, seit 1886 ein Sanatorium. Heute befindet sich auf einem Teil eine Spezialklinik, auf einem anderen Teil sind die erhaltenen Reste des Kamaldulenserklosters für den Besucherverkehr zu besichtigen.